# Costa da Vela
Costa da Vela este o arie protejată (arie specială de conservare — SAC, sit de importanță comunitară — SCI) din Spania întinsă pe o suprafață de 1.418,85 ha, din care 29 % marine.

## Localizare
Centrul sitului Costa da Vela este situat la coordonatele 42°16′38″N 8°52′05″W / 42.2773°N 8.868°V.

## Înființare
Situl Costa da Vela a fost declarat sit de importanță comunitară în februarie 1999 pentru a proteja 1 specie de plante și 18 specii de animale. Situl a fost protejat și ca arie specială de conservare în martie 2014.

## Biodiversitate
Situată în ecoregiunile atlantică și marină Atlantică, aria protejată conține 23 de habitate naturale: Pajiști umede atlantice temperate cu Erica ciliaris și Erica tetralix, Pseudostepă cu ierburi și specii anuale de Thero-Brachypodietea, Pante stâncoase silicioase cu vegetație casmofită, Pajiști cu Molinia pe soluri calcaroase, turboase sau argilos-nămoloase (Molinion caeruleae), Faleze cu vegetație de pe coastele atlantice și baltice, Pajiști uscate europene, Dune mobile cu vegetație embrionară, Peșteri marine scufundate complet sau parțial, Dune de coastă fixe cu vegetație erbacee („dune gri”), Vegetație anuală la limita mareei, Dune mobile de-a lungul țărmului cu Ammophila arenaria („dune albe”), Fânețe de joasă altitudine (Alopecurus pratensis, Sanguisorba officinalis), Cursuri de apă de la nivel de câmpie la nivel montan, cu vegetație Ranunculion fluitantis și Callitricho-Batrachion, Păduri aluvionare cu Alnus glutinosa și Fraxinus excelsior (Alno-Padion, Alnion incanae, Salicion albae), Dune cu tufărișuri sclerofile Cisto-Lavenduletalia, Estuare, Liziere de ierburi înalte hidrofile de câmpie și de nivel montan până la alpin, Roci stâncoase cu vegetație pionieră de Sedo-Scleranthion sau Sedo albi-Veronicion dillenii, Depresiuni intradunale umede, Golfuri mici largi și golfuri puțin adânci, Terase mlăștinoase și terase nisipoase neacoperite de apă la reflux, Recifuri, Pajiști umede mediteraneene cu ierburi înalte de Molinio-Holoschoenion.
La baza desemnării sitului se află mai multe specii protejate:
- plante (1): Rumex rupestris
- păsări (6): pietruș (Arenaria interpres), caprimulg (Caprimulgus europaeus), ciocârlie de pădure (Lullula arborea), cormoran mare (Phalacrocorax carbo), Phalacrocorax carbo sinensis, silvie de tufiș (Sylvia undata)
- amfibieni (2): Chioglossa lusitanica, Discoglossus galganoi
- mamifere (7): vidră de râu (Lutra lutra), liliac comun (Myotis myotis), marsuin (Phocoena phocoena), liliacul mediteranean cu potcoavă (Rhinolophus euryale), liliacul mare cu potcoavă (Rhinolophus ferrumequinum), liliacul mic cu potcoavă (Rhinolophus hipposideros), delfin mare (Tursiops truncatus)
- nevertebrate (2): croitorul mare al stejarului (Cerambyx cerdo), rădașcă (Lucanus cervus)
- reptile (1): Lacerta schreiberi

Pe lângă speciile protejate, pe teritoriul sitului au mai fost identificate 5 specii de reptile.